# Mesochorus verecundus
Mesochorus verecundus là một loài tò vò trong họ Ichneumonidae.